# Richard R. Hoover
Richard R. Hoover és un artista d'efectes visuals conegut pel seu treball a Armageddon, Superman: El retorn i Blade Runner 2049.

## Biografia
Hoover es va llicenciar en belles arts a la Universitat d'Oregon el 1980.

## Nominacions als Oscars
Tots dos estan en la categoria de Millors Efectes Visuals.
- Premis Oscar de 1998 - Nominat per Armageddon. Nominació compartida amb John Frazier i Patrick McClung. Va perdre davant Més enllà dels somnis.[2]
- Premis Oscar de 2006 – Nominada per Superman: El retorn. Nominació compartida amb Mark Stetson, Neil Corbould i Jon Thum. Va perdre davant Pirates of the Caribbean: Dead Man's Chest.[3]
- Premis Oscar de 2017- Va guanyar amb Blade Runner 2049. Nominació compartita amb John Nelson, Gerd Nefzer, i Paul Lambert.

## Filmografia selecta
- Jungle 2 Jungle (1997)
- Armageddon (1998)
- Inspector Gadget (1999)
- El protegit (2000)
- Reign of Fire (2002) premi als millors efectes especials al XXXV Festival Internacional de Cinema Fantàstic de Catalunya[4]
- Seabiscuit (2003)
- El reporter (2004)
- Superman Returns (2006)
- Valquíria (2008)
- Cats & Dogs: The Revenge of Kitty Galore (2010)
- Els barrufets (2011)
- The Smurfs 2 (2013)
- Blade Runner 2049 (2017)
- Red Notice (2021)